# Aparell ambulacral

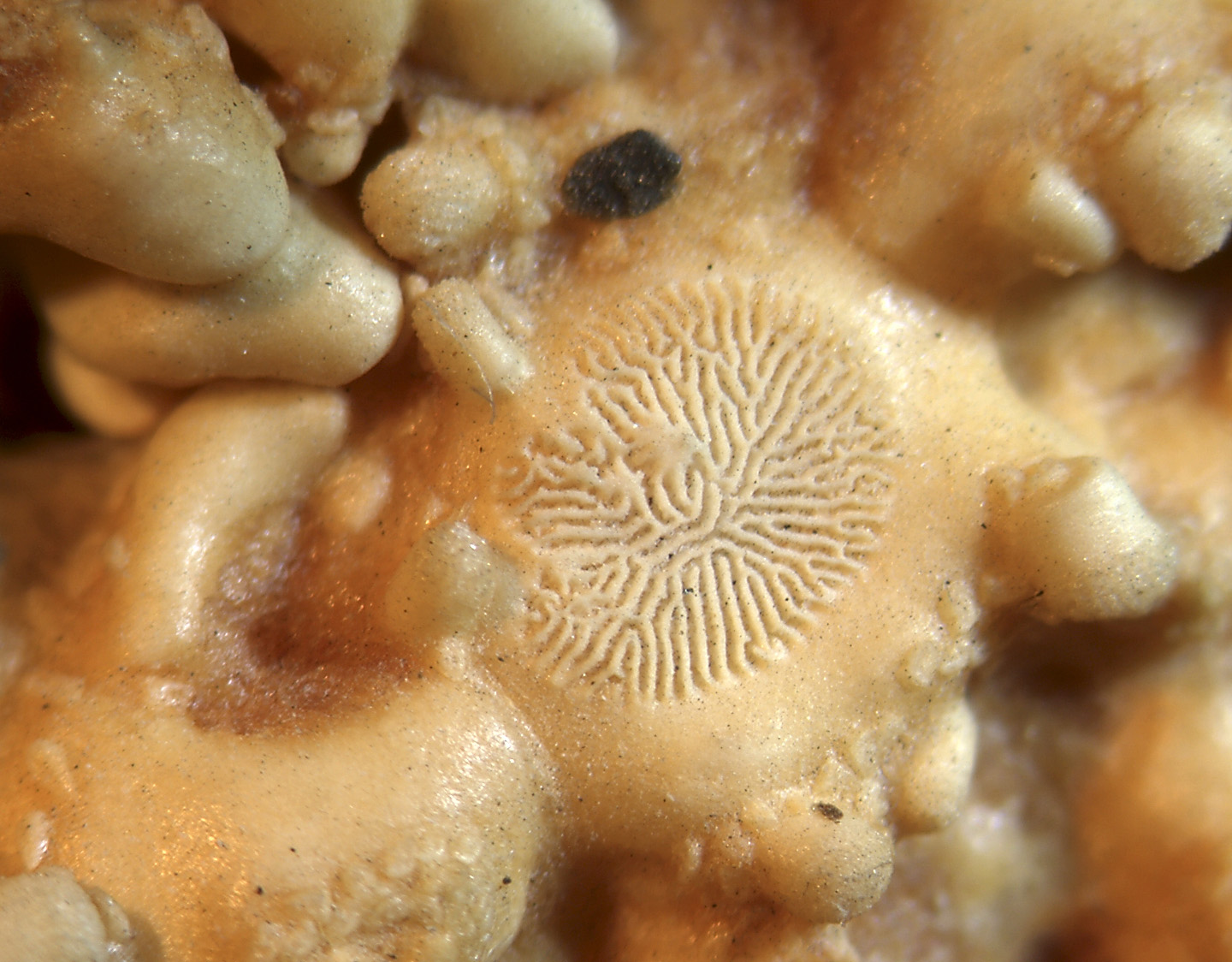
Placa madrepòrica d'una estrella de mar (Asterias)

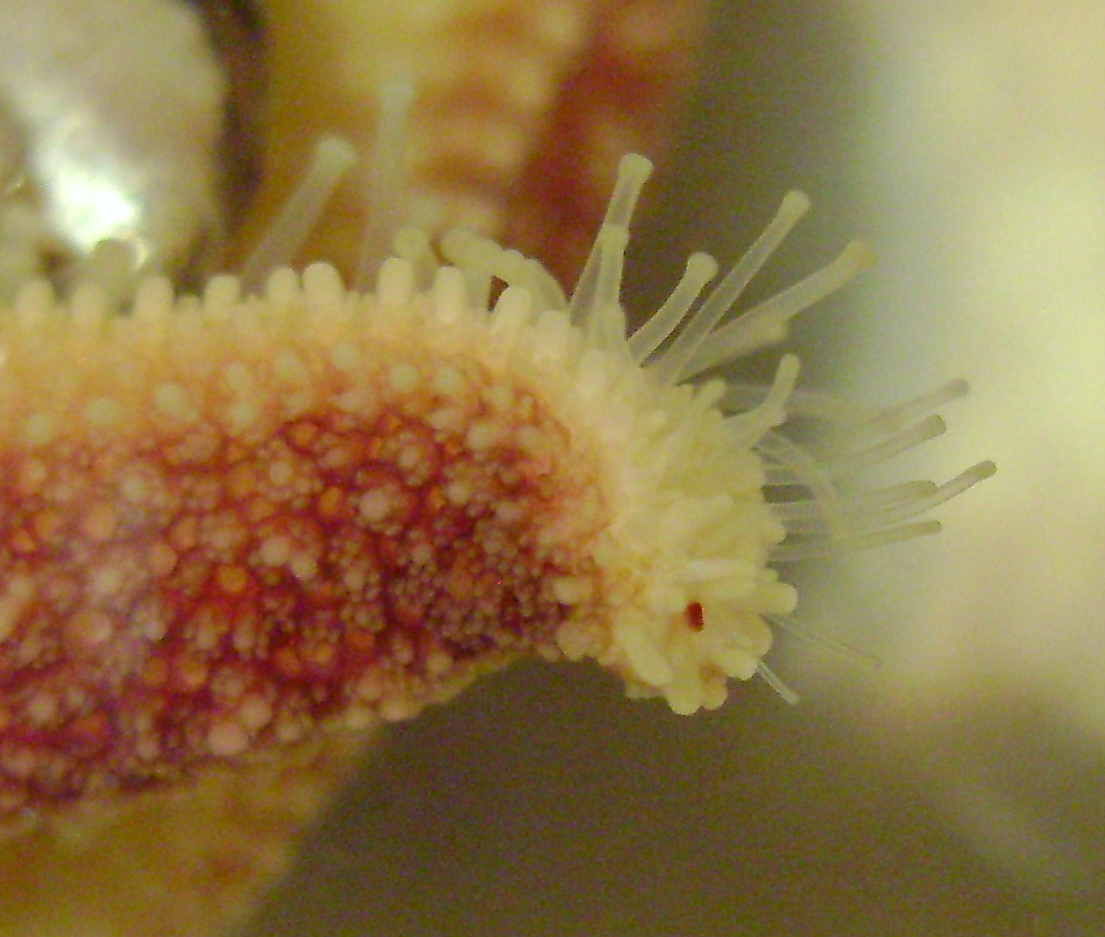
Peus ambulacrals d'una estrella de mar

L'aparell o sistema ambulacral, també conegut com a sistema vascular aqüífer, és una estructura anatòmica especialitzada exclusiva dels equinoms (crinoïdeus, estrelles de mar, eriçons de mar, cogombres de mar) derivat del celoma.
Es tracta d'un complex sistema de conductes i reservoris plens de líquid que intervé en el transport intern i que acciona hidràulicament unes protuberàncies carnoses denominades peus ambulacrals, les parts externes dels quals (podis) poden desenvolupar diverses funcions, com ara la locomoció, l'intercanvi de gasos, l'alimentació, la fixació al substrat i la percepció sensorial. El sistema vascular aqüífer s'obre a l'exterior a través de la placa madrepòrica (excepte en els crinoïdeus i holoturioïdeus). El líquid del sistema vascular és similar a l'aigua de mar, excepte per la presència de celomòcits, proteïnes i més concentració de ions potassi.
En els asteroïdeus, la placa madrepòrica dona lloc al conducte petri, que connecta amb un canal anul·lar que s'estén al voltant de tota la boca de l'animal. Al costat del canal anul·lar poden aparèixer les vesícules de Poli i els cossos de Tiedemann.

## Etimologia
Del llatí "ambulācrum", que significa "passeig plantat d'arbres", "avinguda", "vial" i "passejador". Deriva de "ambulāre", que vol dir "caminar", "deambular", "amblar".
Té rels indoeuropees derivades de "Ambhi".